# Hermann Tilke
Hermann Tilke (født 31. december 1954 i Olpe) er en tysk ingeniør, racerkører, og kendt arkitekt af motorsportsanlæg. 

## Historie
Tilke blev født nytårsaften 1954 i byen Oper i delstaten Nordrhein-Westfalen. 
I 1980'erne kørte Hermann Tilke racerløb i standardvogne, hvor det primært var Nürburgring (Nordschleife) han benyttede. Han deltog også i flere langdistanceløb. 

## Arkitekt
Tilke startede i 1983 virksomheden "Tilke, Ingenieure für Umwelttechnik", hvor han kombinerede kundskaber indenfor vej- og byggeteknik. Selskabet som i dag kaldes Tilke GmbH & Co. KG, har hovedkontor i Aachen, med kontorer i Olpe, Berlin og Bahrain. En af hans første små opgaver, var opførsel af en tilkørselsvej til Nürburgring. I 2002 fik han kontrakten på ombygningen af et større svingområde på banen. 
Som følge af store ændringer i sikkerheden i Formel 1, skulle mange baner i verden bygges om, eller havde store ændringer. Her fik Tilkes virksomhed flere af de store aftaler, hvor den første store opgave var ombygningen af Österreichring, til den meget kortere A-1 Ring. Han var også involveret i ændringer af Hockenheimring, Rudskogen, samt japanske Fuji International Speedway. 
Efter at havde foretaget store ændringer på allerede eksisterende baner, fik Tilke flere opgaver med at designe helt nye anlæg, hvoraf de fleste er placeret udenfor Europa.

## Nye baner
Tilke har sikret sig mange kontrakter, på at designe højt profilerede motorsportsanlæg med højeste international standard, og rating af  Fédération Internationale de l'Automobile (FIA). Disse er:
- 1995:  A1 Ring
- 1999:  Sepang International Circuit
- 2004:  Bahrain International Circuit
- 2004:  Shanghai International Circuit
- 2005:  Istanbul Park
- 2006:  Beijing International Streetcircuit
- 2007:  Bucharest Ring
- 2008:  Marina Bay Street Circuit
- 2008:  Swedbank kartodroms
- 2008:  Valencia Street Circuit
- 2008:  Lippo Village International Formula Circuit
- 2009:  Yas Marina Circuit
- 2009:  Ciudad del Motor de Aragón
- 2010:  Korea International Circuit
- 2010:  Moscow Raceway
- 2010:  Kazakhstan Motorcity
- 2010:  Atlanta Motorsports Park
- 2011:  Buddh International Circuit
- 2012:  Circuit of the Americas[1][2][3]
- 2013:  Port Imperial Street Circuit
- 2013:  Autodromo y Centro Cultural Motorpark
- 2014:  Sochi Autodrom
- 2014:  Osijek - Tvrđa
- 2014:  Bistra - Zagreb (under konstruktion)[4][5]
- 2014:  Chang International Circuit
- 2016:  Baku City Circuit